# Damarjati (Kalinyamatan)
Damarjati is een bestuurslaag in het regentschap Jepara van de provincie Midden-Java, Indonesië. Damarjati telt 6340 inwoners (volkstelling 2010).